# Felice Cavagnis
Felice Cavagnis (Bordogna, 13 gennaio 1841 – Roma, 29 dicembre 1906) è stato un cardinale italiano.

## Biografia
Nasce a Bordogna, in provincia di Bergamo, il 13 gennaio 1841 da Giovanni Cavagnis di Cornalba e da Melania Piacezzi di Bordogna. Il padre si trova in questa località dell'Alta Valle Brembana per esercitarvi la professione medica. Nel 1859 il padre ritorna nella sua valle di origine e trasferisce la sua condotta medica a Serina che diventa patria di elezione di Felice.
Dal 1872 fece parte dell'Pontificia accademia dell'Immacolata Concezione.
Nel 1888 è nominato rettore del Pontificio Seminario Romano.
Il 9 marzo 1988 viene nominato Commendatore dell'Ordine Imperiale di Francesco Giuseppe dall'imperatore austro-ungarico.
Il 7 febbraio 1895 viene insignito della Gran Croce della Concezione di Villa Vicoza.
Il 19 febbraio 1895 viene insignito della Gran Croce dell'Ordine di Cristo da parte del re di Portogallo.
Nel 1896 è nominato prosegretario della Sacra Congregazione degli Affari ecclesiastici straordinari presso la Segreteria di Stato del Vaticano.
Nel 1898 è nominato dal presidente del Venezuela Grande Ufficiale del Busto del Libertador.
Papa Leone XIII lo eleva al rango di cardinale nel concistoro del 15 aprile 1901. Per la prima volta nella storia Bergamo ha due cardinali assieme vivente, assieme ad Antonio Agliardi.
Partecipa al conclave del 1903 che elegge Pio X.
Muore a Roma il 29 dicembre 1906 all'età di 65 anni.
Viene sepolto a Serina dove ora riposa nella chiesa parrocchiale.

## Opere
- (LA) Institutiones iuris publici ecclesiastici quas in scholis pontificii seminarii romani, Rome, Desclée, Lefebvre et C, SBN RAV2121670. (3 volumi del 1883[5])
- Nozioni di diritto pubblico naturale ed ecclesiastico, Roma, Tip. Della Società Cattolica Istruttiva, 1886, SBN CUB0175036.